# Copa UC Sub-17 de 2013 (Diciembre)
La Copa UC Sub-17 de 2013 fue la XII edición de la Copa UC Sub-17, torneo de fútbol juvenil organizado por el Club Deportivo Universidad Católica. Comenzó el 17 de diciembre y terminó el 21 de diciembre de 2013.

## Equipos participantes
| Equipo o selección     | País      |
| ---------------------- | --------- |
| San Lorenzo de Almagro | Argentina |
| Universidad Católica   | Chile     |
| Perú Sub-15            | Perú      |
| Chile Sub-15           | Chile     |
| Deportivo Toluca       | México    |
| México Sub-15          | México    |
| Chivas de Guadalajara  | México    |
| Nacional               | Uruguay   |

## Resultados

### Primera Fase

#### Grupo A
| Equipo                | Pts | PJ | PG | PE | PP | GF | GC | DIFE |
| --------------------- | --- | -- | -- | -- | -- | -- | -- | ---- |
| Nacional              | 6   | 2  | 2  | 0  | 0  | 3  | 0  | 3    |
| Chile                 | 4   | 3  | 1  | 1  | 1  | 2  | 3  | -1   |
| Chivas de Guadalajara | 4   | 3  | 1  | 1  | 3  | 3  | 7  | -4   |
| México                | 3   | 3  | 1  | 0  | 2  | 5  | 2  | 3    |

| 17 de enero de 2013, 10:30 | Nacional | 1:0 | México |  |  |

| 17 de enero de 2013, 20:30 | Chile | 1:1 | Chivas de Guadalajara |  |  |

| 18 de enero de 2013, 10:20 | México | 5:0 | Chivas de Guadalajara |  |  |

| 18 de enero de 2013, 20:30 | Chile | 0:2 | Nacional |  |  |

| 19 de enero de 2013, 10:30 | Nacional | 1:2 | Chivas de Guadalajara |  |  |

| 19 de enero de 2013, 20:30 | Chile | 1:0 | México |  |  |

#### Grupo B
| Equipo                 | Pts | PJ | PG | PE | PP | GF | GC | DIF |
| ---------------------- | --- | -- | -- | -- | -- | -- | -- | --- |
| Universidad Católica   | 6   | 3  | 2  | 1  | 0  | 8  | 2  | 6   |
| Deportivo Toluca       | 6   | 3  | 2  | 0  | 1  | 3  | 2  | 1   |
| Perú                   | 3   | 3  | 1  | 0  | 2  | 1  | 6  | -5  |
| San Lorenzo de Almagro | 1   | 3  | 0  | 1  | 2  | 3  | 3  | 0   |

| 17 de diciembre de 2013, 12:00 | Deportivo Toluca | 2:1     | San Lorenzo de Almagro | Estadio San Carlos de Apoquindo, Santiago de Chile |  |
|                                |                  | Reporte |                        |                                                    |  |

| 17 de diciembre de 2013, 22:00 | Universidad Católica | 5:0     | Perú | Estadio San Carlos de Apoquindo, Santiago de Chile |  |
|                                |                      | Reporte |      |                                                    |  |

| 18 de diciembre de 2013, 12:00 | Perú         | 1:0     | San Lorenzo de Almagro | Estadio San Carlos de Apoquindo, Santiago de Chile |  |
|                                | Luis Iberico | Reporte |                        |                                                    |  |

| 18 de diciembre de 2013, 22:00 | Universidad Católica    | 1:0     | Deportivo Toluca | Estadio San Carlos de Apoquindo, Santiago de Chile |  |
|                                | Jaime Carreño 70' (pen) | Reporte |                  |                                                    |  |

| 19 de diciembre de 2013, 12:00 | Perú | 0:1     | Deportivo Toluca    | Estadio San Carlos de Apoquindo, Santiago de Chile |  |
|                                |      | Reporte | Jonatan Beceril 56' |                                                    |  |

| 19 de diciembre de 2013, 22:00 | Universidad Católica | 2:2 | San Lorenzo de Almagro | Estadio San Carlos de Apoquindo, Santiago de Chile |  |

### Segunda fase

#### Semifinal
| 20 de diciembre de 2013, 10:30 | Chivas de Guadalajara | 2:1     | San Lorenzo de Almagro |  |  |
|                                |                       | Reporte |                        |  |  |

| 20 de diciembre de 2013, 12:00 | Perú | 2:3     | México |  |  |
|                                |      | Reporte |        |  |  |

| 20 de diciembre de 2013, 20:30 | Nacional | 0:3     | Deportivo Toluca | Estadio San Carlos de Apoquindo, Santiago de Chile |  |
|                                |          | Reporte |                  |                                                    |  |

| 20 de diciembre de 2013, 22:00 | Universidad Católica | 3:0     | Chile | Estadio San Carlos de Apoquindo, Santiago de Chile |  |
|                                |                      | Reporte |       |                                                    |  |

#### Séptimo lugar
| 21 de diciembre de 2013 | San Lorenzo de Almagro | 5:1     | Perú |  |  |
|                         |                        | Reporte |      |  |  |

#### Quinto Lugar
| 21 de diciembre de 2013 | Chivas de Guadalajara | 3:2     | México |  |  |
|                         |                       | Reporte |        |  |  |

##### Tercer Puesto
| 21 de diciembre de 2013, 18:45 | Chile | 2:1     | Nacional | Estadio San Carlos de Apoquindo, Santiago de Chile |  |
|                                |       | Reporte |          |                                                    |  |

##### Final
| 21 de diciembre de 2013, 20:25 | Universidad Católica | 1:3     | Deportivo Toluca | Estadio San Carlos de Apoquindo, Santiago de Chile |  |
|                                |                      | Reporte |                  |                                                    |  |